# Doroteo de Sidón
Doroteo de Sidón fue un escritor del siglo I nacido en Sidón que compuso un poema en griego sobre astrología conocido como Pentateuco o Carmen astrologicum.

## Influencia
Su obra ejerció gran influencia en la astrología posterior, sobre todo la árabe medieval, en autores como Teófilo de Edesa, Ali Ibn Abi l-Riyal, Masa Allah y Al-Kindi. Del mismo se conservan fragmentos que recogió el autor del siglo V Hefesto de Tebas en su Apotelesmatika y la traducción en árabe que realizó Umar Ibn al-Farrujan al-Tabari en el siglo VIII. Dicha traducción fue realizada a través de otra traducción de la obra de Doroteo en idioma pahlavi, en el siglo III. La obra debió ser una recopilación de datos procedentes de fuentes más antiguas.